# Redoute de la Haine (Ghlin)
Ne doit pas être confondu avec Redoute de la Haine (Condé-sur-l'Escaut) ou Fort de la Haine.
La redoute de la Haine ou fort Frison était une redoute faisant partie de l'enceinte de Mons et située dans la commune de Ghlin (aujourd'hui, section de Mons).

## Histoire
La redoute est construite entre la fin du XVIIe et le début du XVIIIe siècle en même temps que le fort de la Haine pour en renforcer le flanc gauche, elle est non revêtue,,.
Elle est détruite en 1752 lors de la reconstruction du fort de la Haine.